# Термопара
Термопа́ра (термоэлектрический преобразователь) — устройство в виде пары проводников из различных материалов, соединённых на одном конце и формирующих часть устройства, использующего термоэлектрический эффект для измерения. Применяется в промышленности, научных исследованиях, медицине и системах автоматизации, в основном, для измерения и регулирования температуры.
Для измерения разности температур зон, ни в одной из которых не находится вторичный преобразователь (измеритель термо-ЭДС), удобно использовать дифференциальную термопару: две одинаковые термопары, соединённые электрически навстречу друг другу. Каждая из них измеряет перепад температур между своим рабочим спаем и условным спаем, образованным концами термопар, подключёнными ко клеммам вторичного преобразователя. Обычно вторичный преобразователь измеряет разность их ЭДС, таким образом, с помощью двух термопар можно измерить разность температур между их рабочими спаями по результатам измерения напряжения. Метод не является точным, если во вторичном преобразователе не предусмотрена линеаризация статической характеристики термопар, так как все термопары в той или иной степени имеют нелинейную статическую характеристику преобразования.

## Принцип действия
Принцип действия основан на эффекте Зеебека или, иначе, термоэлектрическом эффекте. Между соединёнными проводниками имеется контактная разность потенциалов; если стыки связанных в кольцо проводников находятся при одинаковой температуре, сумма таких разностей потенциалов равна нулю. Когда же стыки разнородных проводников находятся при разных температурах, разность потенциалов между ними зависит от разности температур. Коэффициент пропорциональности в этой зависимости называют коэффициентом термо-ЭДС. У разных металлов коэффициент термо-ЭДС разный и, соответственно, разность потенциалов, возникающая между концами разных проводников, будет различная. Помещая спай из металлов с отличными от нуля коэффициентами термо-ЭДС в среду с температурой {\displaystyle T_{1}}, мы получим напряжение между противоположными контактами, находящимися при другой температуре {\displaystyle T_{2}}, которое будет пропорционально разности температур: {\displaystyle T_{1}-T_{2}.}

## Способы подключения
Наиболее распространены два способа подключения термопары к измерительным преобразователям: простой и дифференциальный.
В первом случае измерительный преобразователь подключается напрямую к двум термоэлектродам. Во втором случае используются два проводника с разными коэффициентами термо-ЭДС, спаянные в двух концах, а измерительный преобразователь включается в разрыв одного из проводников. В любом случае для подключения термопар используют специальные термоэлектродные кабели и провода.
Для дистанционного подключения термопар используются удлинительные или компенсационные провода. Удлинительные провода изготавливаются из того же материала, что и термоэлектроды, но могут иметь другой диаметр. Компенсационные провода используются в основном с термопарами из благородных металлов и имеют состав, отличный от состава термоэлектродов. Требования к проводам для подключения термопар установлены в стандарте МЭК 60584-3.
Следующие основные рекомендации позволяют повысить точность измерительной системы, включающей термопарный датчик:
- миниатюрную термопару из очень тонкой проволоки следует подключать только с использованием удлинительных проводов большего диаметра;
- Не допускать по возможности механических натяжений и вибраций термопарной проволоки;
- при использовании длинных удлинительных проводов, во избежание наводок, следует соединить экран провода с экраном вольтметра и тщательно перекручивать провода;
- по возможности избегать резких температурных градиентов по длине термопары;
- материал защитного чехла не должен загрязнять электроды термопары во всем рабочем диапазоне температур и должен обеспечить надежную защиту термопарной проволоки при работе во вредных условиях;
- использовать удлинительные провода в их рабочем диапазоне и при минимальных градиентах температур;
- для дополнительного контроля и диагностики измерений температуры применяют специальные термопары с четырьмя термоэлектродами, которые позволяют проводить дополнительные измерения сопротивления цепи для контроля целостности и надежности термопар.

## Применение термопар
Для измерения температуры различных типов объектов и сред, а также в качестве датчика температуры в автоматизированных системах управления. Термопары из вольфрам-рениевого сплава являются самыми высокотемпературными контактными датчиками температуры. Такие термопары используются в металлургии для измерения температуры расплавленных металлов.
Для контроля пламени и защиты от загазования при аварийном погасании пламени в газовых котлах и в других газовых приборах (например, в бытовых газовых плитах). Ток от термопары, нагреваемой пламенем горелки, удерживает в открытом состоянии с помощью электромагнита газовый клапан. В случае пропадания пламени ток термопары снижается так как уменьшается температура горячего спая термопары, ток в обмотке электромагнита снижается и клапан с помощью пружины перекрывает подачу газа.
В 1920—1930-х годах батареи термопар использовались для питания простейших радиоприемников и других слаботочных приборов. Вполне возможно использование термоэлектрогенераторов для подзарядки аккумуляторов современных слаботочных приборов (телефоны, фотокамеры и т. п.) с использованием открытого огня для нагрева термопар.

### Приёмник излучения
Исторически термопары представляют один из наиболее ранних термоэлектрических приёмников излучения. Упоминания об этом их применении относятся к началу 1830-х годов. В первых фотоприёмниках использовались одиночные проволочные пары (например, медь — железо, висмут — сурьма), горячий спай находился в контакте с зачернённой золотой пластинкой. В более поздних конструкциях стали применяться полупроводники.
Термопары могут включаться электрически, образуя термобатарею (англ.). Горячие спаи при этом располагают либо по периметру приёмной площадки, либо равномерно по её поверхности. В первом случае отдельные термопары лежат в одной плоскости, во втором параллельны друг другу.

### Преимущества термопар
- Высокая точность измерения значений температуры (вплоть до ±0,01 °С).
- Большой температурный диапазон измерения: от −250 °C до +2500 °C.
- Простота.
- Дешевизна.
- Надёжность.

### Недостатки
- Для получения высокой точности измерения температуры (до ±0,01 °С) требуется тщательная индивидуальная градуировка термопары.
- На показания влияет температура свободных концов, на которую необходимо вносить поправку. В современных конструкциях измерителей на основе термопар используется измерение температуры холодных спаев с помощью встроенного термистора или полупроводникового датчика и автоматическое введение поправки к измеренной ТЭДС.
- Эффект Пельтье (в момент измерения ТЭДС необходимо исключить протекание тока через термопару, так как ток, протекающий через неё в зависимости от полярности или охлаждает горячий спай и разогревает холодный либо наоборот).
- Зависимость ТЭДС от температуры существенно нелинейна. Это создает некоторые трудности при разработке вторичных преобразователей сигнала.
- Возникновение термоэлектрической неоднородности в материале термопары в результате резких перепадов температур, механических напряжений, коррозии и химических процессов в проводниках приводит к изменению градуировочной характеристики и погрешностям до 5 К.
- При большой длине термопарных и удлинительных проводов могут влиять электрические помехи из-за возникновения эффекта «антенны» для внешних электромагнитных полей.

## Типы термопар
Технические требования к термопарам определяются в ГОСТ 6616-94. Стандартные таблицы для термоэлектрических термометров — номинальные статические характеристики преобразования (НСХ), классы допуска и диапазоны измерений приведены в стандарте МЭК 60584-1,2 и в ГОСТ Р 8.585-2001.
- платинородий-платиновые — ТПП13 — Тип R;
- платинородий-платиновые — ТПП10 — Тип S;
- платинородий-платинородиевые — ТПР — Тип B;
- железо-константановые (железо-медьникелевые) ТЖК — Тип J;
- медь-константановые (медь-медьникелевые) ТМКн — Тип Т;
- нихросил-нисиловые (никельхромкремний-никелькремниевые) ТНН — Тип N;
- хромель-алюмелевые — ТХА — Тип K;
- хромель-константановые ТХКн — Тип E;
- хромель-копелевые — ТХК — Тип L;
- медь-копелевые — ТМК — Тип М;
- сильх-силиновые — ТСС — Тип I;
- вольфрам и рений — вольфрамовые — ТВР — Тип А-1, А-2, А-3.

Точный состав сплава термоэлектродов для термопар из неблагородных металлов в МЭК 60584-1 не приводится. Номинальные статические характеристики для хромель-копелевых термопар ТХК и вольфрам-рениевых термопар определены только в ГОСТ Р 8.585-2001. В стандарте МЭК данные термопары отсутствуют. По этой причине характеристики зарубежных термопар из этих пар металлов могут существенно отличаться от отечественных, например международный тип термопары L и отечественный тип ТХК не взаимозаменяемы. При этом, как правило, зарубежное оборудование не рассчитано на отечественный стандарт.
В настоящее время стандарт МЭК 60584 пересматривается. Планируется введение в стандарт вольфрам-рениевых термопар типа А-1, номинальная статическая характеристика для которых будет соответствовать российскому стандарту, и типа С по стандарту АСТМ.
В 2008 году МЭК ввел два новых типа термопар: золото-платиновые и платино-палладиевые. Новый стандарт МЭК 62460 устанавливает стандартные таблицы для этих термопар из чистых металлов. Аналогичный российский стандарт пока отсутствует.

## Сравнение термопар
Таблица ниже описывает свойства нескольких различных типов термопар. В колонках точности в таблице T обозначает температуру горячего спая, в градусах Цельсия. Например, термопара с заявленной точностью ±0,0025×T имела бы точность ±2,5 °C при 1000 °C.
|  |  |

| Тип термопары IEC (МЭК) | Материал положительного электрода | Материал отрицательного электрода | Темп. коэффициент, мкВ/°C | Темп. диапазон, °C (длительно) | Темп. диапазон,°C (кратковременно) | Класс точности 1 (°C)                                                 | Класс точности 2 (°C)                                   | IEC (МЭК) Цветовая маркировка |
| ----------------------- | --------------------------------- | --------------------------------- | ------------------------- | ------------------------------ | ---------------------------------- | --------------------------------------------------------------------- | ------------------------------------------------------- | ----------------------------- |
| K                       | Хромель Cr—Ni                     | Алюмель Ni—Al                     | 40…41                     | 0 до +1100                     | −180 до +1300                      | ±1,5 от −40 °C до 375 °C ±0,004×T от 375 °C до 1000 °C                | ±2,5 от −40 °C до 333 °C ±0,0075×T от 333 °C до 1200 °C | Зелёный-белый                 |
| J                       | Железо Fe                         | Константан Cu—Ni                  | 55.2                      | 0 до +700                      | −180 до +800                       | ±1,5 от −40 °C до 375 °C ±0,004×T от 375 °C до 750 °C                 | ±2,5 от −40 °C до 333 °C ±0,T от 333 °C до 750 °C       | Чёрный-белый                  |
| N                       | Нихросил Ni—Cr—Si                 | Нисил Ni—Si—Mg                    | 26                        | 0 до +1100                     | −270 до +1300                      | ±1,5 от −40 °C до 375 °C ±0,004×T от 375 °C до 1000 °C                | ±2,5 от −40 °C до 333 °C ±0,0075×T от 333 °C до 1200 °C | Сиреневый-белый               |
| R                       | Платинородий Pt—Rh (13 % Rh)      | Платина Pt                        | 5.3                       | 0 до +1600                     | −50 до +1700                       | ±1,0 от 0 °C до 1100 °C ±[1 + 0,003×(T − 1100)] от 1100 °C до 1600 °C | ±1,5 от 0 °C до 600 °C ±0,0025×T от 600 °C до 1600 °C   | Оранжевый-белый               |
| S                       | Платинородий Pt—Rh (10 % Rh)      | Платина Pt                        | 5.4                       | 0 до 1600                      | −50 до +1750                       | ±1,0 от 0 °C до 1100 °C ±[1 + 0,003×(T − 1100)] от 1100 °C до 1600 °C | ±1,5 от 0 °C до 600 °C ±0,0025×T от 600 °C до 1600 °C   | Оранжевый-белый               |
| B                       | Платинородий Pt—Rh (30 % Rh)      | Платинородий Pt—Rh (6 % Rh)       |                           | +200 до +1700                  | 0 до +1820                         |                                                                       | ±0,0025×T от 600 °C до 1700 °C                          | Отсутствует                   |
| T                       | Медь Cu                           | Константан Cu—Ni                  | 38                        | −185 до +300                   | −250 до +400                       | ±0,5 от −40 °C до 125 °C ±0,004×T от 125 °C до 350 °C                 | ±1,0 от −40 °C до 133 °C ±0,0075×T от 133 °C до 350 °C  | Коричневый-белый              |
| E                       | Хромель Cr—Ni                     | Константан Cu—Ni                  | 68                        | 0 до +800                      | −40 до +900                        | ±1,5 от −40 °C до 375 °C ±0,004×T от 375 °C до 800 °C                 | ±2,5 от −40 °C до 333 °C ±0,0075×T от 333 °C до 900 °C  | Фиолетовый-белый              |